# Братія-дін-Вале
Братія-дін-Вале (рум. Bratia din Vale) — село у повіті Вилча в Румунії. Входить до складу комуни Галіча.
Село розташоване на відстані 154 км на північний захід від Бухареста, 17 км на південний захід від Римніку-Вилчі, 79 км на північний схід від Крайови, 129 км на південний захід від Брашова.

## Населення
За даними перепису населення 2002 року у селі проживали 472 особи, з них 471 особа (99,8%) румунів. Рідною мовою 471 особа (99,8%) назвала румунську.